# Roadblock (março de 2016)
WWE Roadblock foi um evento de luta livre profissional produzido pela WWE que aconteceu em 12 de março de 2016, no Ricoh Coliseum, na cidade de Toronto, Ontário, Canadá.

## Antes do evento
WWE Roadblock teve combates de luta livre profissional de diferentes lutadores com rivalidades e histórias pré-determinadas, que se desenvolveram no Raw e SmackDown — programas de televisão da WWE, tal como nos programas transmitidos pelo WWE Network - NXT, Main Event e Superstars. Os lutadores interpretaram um vilão ou um mocinho seguindo uma série de eventos para gerar tensão, culminando em várias lutas.
No Raw de 29 de fevereiro, Dean Ambrose fez um desafio para Triple H dizendo que este não podia vencê-lo e desafiou-o para uma luta pelo Campeonato Mundial dos Pesos-Pesados da WWE. Triple H disse que iria pensar sobre isso e dar a sua resposta no final daquela noite. Mais tarde, Triple H interferiu na luta de Ambrose contra Alberto Del Rio, causando sua desqualificação. Ambrose atacou Triple H, mas ele parou a agressão com um Pedigree. Em seguida, Triple H aceitou o desafio, antes de atacar Ambrose novamente. No dia seguinte, no WWE.com, foi anunciado que o combate aconteceria no Roadblock.
No NXT de 2 de março, foi anunciado que os campeões de duplas do NXT The Revival (Dash Wilder e Scott Dawson) defenderiam seus títulos contra Enzo Amore e Colin Cassady no Roadblock.
No Royal Rumble, Brock Lesnar eliminou os membros da Wyatt Family Luke Harper, Erick Rowan e Braun Strowman na luta Royal Rumble. No entanto, o trio re-entrou no ringue e eliminou Lesnar do combate. Nas semanas seguintes, a Wyatt Family e Lesnar mencionaram uns aos outros em suas promos. No SmackDown de 3 de março, foi anunciado que um combate entre Brock Lesnar e Bray Wyatt aconteceria no Roadblock.
Em 8 de março, os campões de duplas da WWE The New Day foram escalados para enfrentar Sheamus e King Barrett, da League of Nations, no Roadblock.
Em 11 de março, foi anunciado que a campeã das Divas Charlotte enfrentaria Natalya no Roadblock.

## Resultados
| Nº                                          | Resultados | Estipulações                                                     | Tempo |
| ------------------------------------------- | --- | ---------------------------------------------------------------- | ----- |
| Dark                                        | Mark Henry derrotou Randy Sharp                                                                                    | Luta individual                                                  | 3:35  |
| Dark                                        | Goldust derrotou Viktor (com Konnor)                                                                               | Luta individual                                                  | 6:44  |
| 1                                           | The New Day (Big E e Kofi Kingston) (c) (com Xavier Woods) derrotou The League of Nations (Sheamus e King Barrett) | Luta de duplas pelo Campeonato de Duplas da WWE                  | 9:49  |
| 2                                           | Chris Jericho derrotou Jack Swagger por submissão                                                                  | Luta individual                                                  | 7:54  |
| 3                                           | The Revival (Dash Wilder e Scott Dawson) (c) derrotou Enzo Amore e Colin Cassady (com Carmella)                    | Luta de duplas pelo Campeonato de Duplas do NXT                  | 10:17 |
| 4                                           | Charlotte (c) (com Ric Flair) derrotou Natalya                                                                     | Luta individual pelo Campeonato das Divas da WWE                 | 13:37 |
| 5                                           | Brock Lesnar (com Paul Heyman) derrotou The Wyatt Family (Bray Wyatt e Luke Harper)                                | Luta 2-contra-1                                                  | 4:03  |
| 6                                           | Sami Zayn derrotou Stardust                                                                                        | Luta individual                                                  | 12:33 |
| 7                                           | Triple H (c) derrotou Dean Ambrose                                                                                 | Luta individual pelo Campeonato Mundial dos Pesos-Pesados da WWE | 24:43 |
| (c) – Refere-se aos campeões antes da luta. | |                                                                  |       |